# Protaetia lewisi
Protaetia lewisi es una especie de escarabajo del género Protaetia, familia Scarabaeidae. Fue descrita científicamente por Janson en 1888.
Especie nativa de la región paleártica. Habita en Japón.